# Черницька сільська рада
Черницька сільська рада — орган місцевого самоврядування у Бродівському районі Львівської області з адміністративним центром у селі Черниця.

## Розташування
Черницька сільська рада розташована в східній частині Львівської області, в півднно-східному напрямі від районного центру міста Броди.

## Загальні відомості
Черницька сільська рада утворенна в 1939 року. Населення — 831 осіб.
Загальна територія Черницької сільської ради — 3295,9 га.

## Населені пункти
Сільській раді підпорядковані 2 населені пункти.
| № | Назва населеного пункту | Населення | Площа, км² | Густота населення | Дата заснування |
| - | ----------------------- | --------- | ---------- | ----------------- | --------------- |
| 1 | с. Черниця              | 741       | 4,083      | 181,48            | 1511            |
| 2 | с. Залісся              | 90        | 0,683      | 131,77            | 1515            |

## Склад ради
Рада складається з 16 депутатів та голови.

### Керівний склад ради
| ПІБ                      | Основні відомості                                      | Дата обрання | Дата звільнення |
| ------------------------ | ------------------------------------------------------ | ------------ | --------------- |
| Гладюк Богдан Степанович | Сільський голова, 1972 р.н., освіта вища, безпартійний | 26.03.2006   | 31.10.2010      |
| Гладюк Богдан Степанович | Сільський голова, 1972 р.н., освіта вища, безпартійний | 31.10.2010   |                 |

Примітка: таблиця складена за даними джерела